# Trip (hoefplankje)

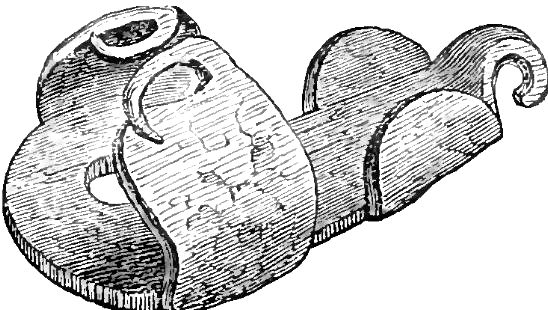
Voorbeeld van een archaisch hoefijzer

Een trip is een plat voorwerp dat onder de hoef van een paard kan worden bevestigd zodat deze in moerassig gebied arbeid kan verrichten.
Een trip werd vroeger in veengebieden gebruikt en was doorgaans gemaakt van hout, ijzer of hard leer en kon door middel van riempjes worden bevestigd aan de voet van het werkpaard.